# Cossonus
Genre
Cossonus est un genre d'insectes coléoptères de la famille des Curculionidae, de la sous-famille des Cossoninae, de la tribu des Cossonini.

## Quelques espèces
- Cossonus americanus Buchanan, 1936
- Cossonus corticola Say, 1831
- Cossonus crenatus Horn, 1873
- Cossonus ellipticollis Van Dyke, 1915
- Cossonus fossicollis Van Dyke, 1916
- Cossonus hamiltoni Slosson, 1899
- Cossonus hubbardi Schwarz, 1899
- Cossonus impressifrons Boheman, 1838
- Cossonus impressus Boheman, 1838
- Cossonus linearis Fabricius, 1775
- Cossonus lupini Van Dyke, 1915
- Cossonus murrayi (Wollaston, 1874)
- Cossonus pacificus Van Dyke, 1916
- Cossonus piniphilus Boheman, 1838
- Cossonus platalea Say, 1831
- Cossonus ponderosae Van Dyke, 1915
- Cossonus quadricollis Van Dyke, 1915
- Cossonus rufipennis Buchanan, 1936
- Cossonus schwarzi Van Dyke, 1916
- Cossonus spathula Boheman, 1838
- Cossonus texanus Van Dyke, 1915